# Rudolf Einstein

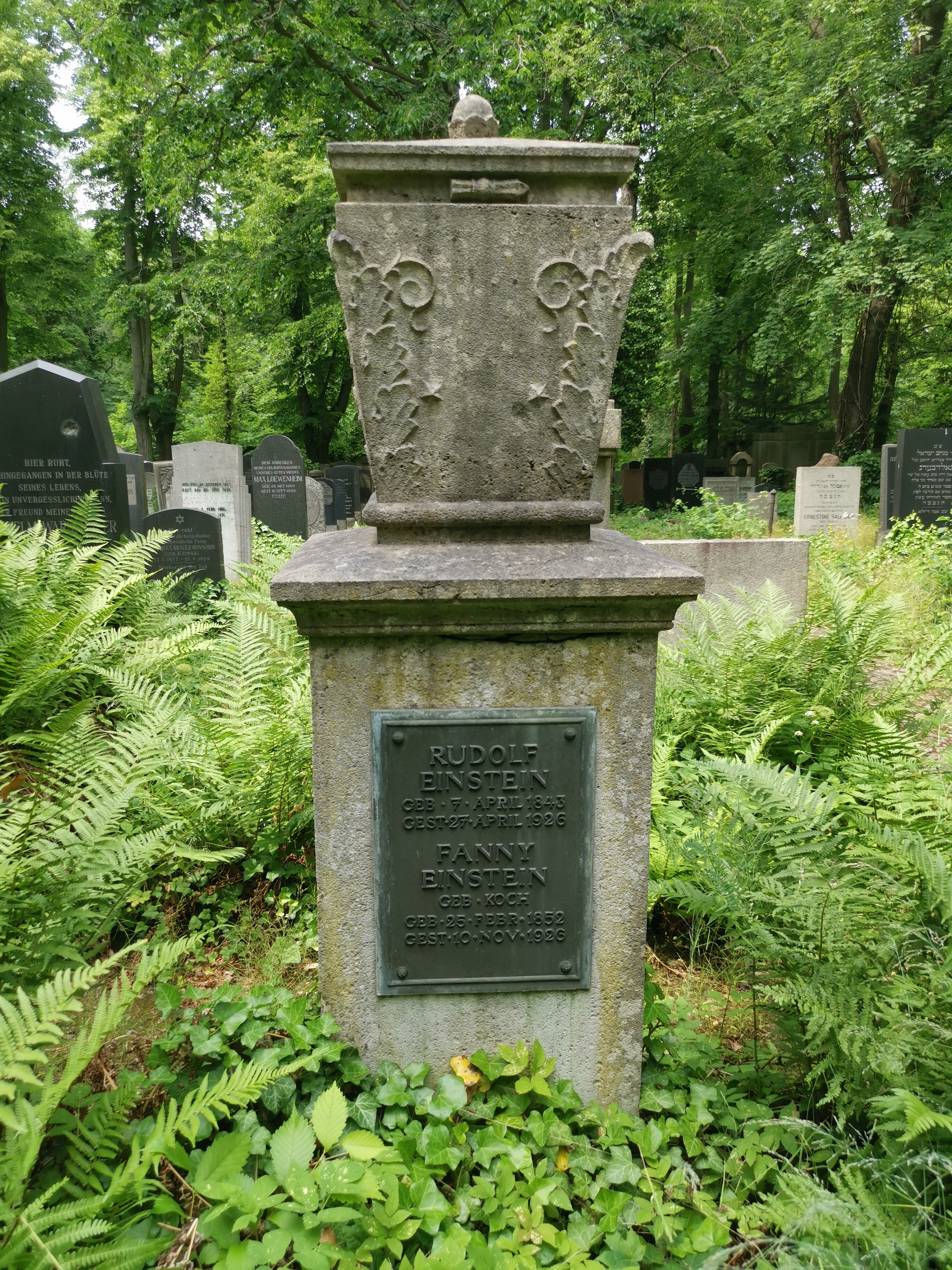
Grab auf dem Jüdischen Friedhof Berlin-Weißensee, Feld P 4

Rudolf Einstein (* 7. April 1843 in Buchau, Königreich Württemberg; † 27. April 1926 in Berlin) war ein Textilfabrikant in Hechingen und bis 1908 Teilhaber der dortigen Weberei-Fabrik Baruch & Söhne. Er war der Onkel von Albert Einstein.

## Leben
Rudolf Einstein war der Sohn von Raphael Einstein (1806–1880), Kaufmann in Buchau, und dessen Ehefrau Henriette geb. Baruch (1808 oder 1809–1852) aus Hechingen. 1871 heiratete er Fanny geb. Koch aus Cannstatt (* 25. Februar 1852 in Jebenhausen; † 10. November 1926 in Berlin).
Rudolf Einstein brachte es seit spätestens 1873 als Teilhaber von einem Drittel der größten Hechinger Textilfabrik Baruch & Söhne zu großem Vermögen. Er ist bereits 1864 in Hechingen im Haus Schlossstraße 16 nachweisbar. Der damalige Vertretungslehrer Albert Einstein nannte 1901 den Onkel „Rudolf, den Reichen“. 1894/95 lebte Rudolf Einsteins Schwiegervater Julius Koch bei den Einsteins in Hechingen. Jüdische Familiensolidarität veranlasste Rudolf Einstein dazu, seinem Schwager Hermann Einstein, Albert Einsteins Vater, mit hohen Krediten den Selbständigen-Status in der Elektrobranche in Oberitalien zu erhalten, obwohl dieser zweimal in Insolvenz ging. Nach dem Tod von Hermann Einstein 1902 zog dessen Witwe Pauline Einstein geb. Koch 1903 zu Schwester Fanny Einstein geb. Koch (geb. Cannstatt, 25. Februar 1852; † Berlin, 10. November 1926) und Schwager Rudolf Einstein nach Hechingen. Die beiden hatten drei Töchter, die alle verheiratet in Berlin lebten. 1910 übersiedelten Rudolf und Fanny Einstein nach Berlin. Pauline Einstein kam mit, musste aber 1911 wegen finanzieller Unstimmigkeiten Schwester und Schwager verlassen. Diese wohnten komfortabel in der Haberlandstraße 5, ebenso die 1908 geschiedene Tochter Elsa Einstein, die seit 1912 eine Affäre mit ihrem Cousin Albert Einstein hatte. Als Albert Einstein im April 1914 seine neue Professur in Berlin antrat, kritisierten ihn seine Onkel Rudolf Einstein und Jakob Koch scharf wegen seiner nachlässigen Kleidung. Einstein gab widerwillig nach und kleidete sich neu ein.
Albert Einstein zog 1917 förmlich in Elsas Wohnung ein. Nachdem er sich 1919 in Zürich von seiner ersten Frau Mileva Einstein scheiden ließ, heiratete er drei Monate später in Berlin Elsa Einstein. Auf diese Heirat drängte Rudolf Einstein seit Einsteins Trennung von seiner Ehefrau Mileva im Juli 1914 energisch. Ihm war es sehr wichtig, dass sich so Elsas gesellschaftliches Ansehen und die Heiratschancen der Stieftöchter aus erster Ehe Ilse Einstein und Margot Einstein wesentlich verbesserten. 1922 verlor das Vermögen von Elsa Einstein und Rudolf Einstein derart an Wert, dass sie fortan von Albert Einstein unterstützt wurden. Der gemeinsame Grabstein von Rudolf und Fanny Einstein befindet sich im Jüdischen Friedhof Berlin-Weißensee.
Von Rudolf Einsteins Eltern Raphael und Henriette Einstein existieren in den USA zwei Ölporträts von Matthäus Kern aus dem Jahr 1850. Sie belegen, dass Rudolf Einsteins Eltern damals in Buchau in Wohlstand lebten, womit ggf. Rudolf Einsteins Startkapital im Jahr 1871 oder in den Jahren davor zu erklären ist. Rudolf Einstein gab im Sommer 1893 aus jüdischer Familiensolidarität einen Kredit an seinen Neffen Rudolf Moos für dessen Schuhhandelsunternehmen in Berlin.